# NGC 2568
NGC 2568 je otvoreni skup u zviježđu Krmi.

## Vanjske poveznice
- SEDS: NGC 2568